# نیکولا شاینوویچ
نیکولا شاینوویچ (سیریلیک صربی: Никола Шаиновић؛ زادهٔ ۷ دسامبر ۱۹۴۸) یک سیاست‌مدار اهل صربستان است.